# Бург (англосаксонський період)
Бург (англ. Burh, англ. Burg) — фортеця у Англії в англосаксонський період.

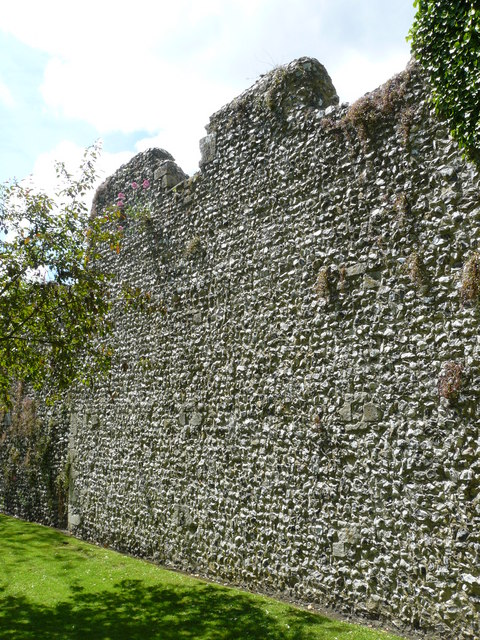
Стіна бурга Вінчестер

У IX столітті при Альфреді Великому для захисту Вессексу від нападів датських вікінгів була побудована система бургів — фортів і фортець як у вже існуючих поселеннях, так і на нових місцях
.  
Вони відомі завдяки списку Burghal Hidage, який датується правлінням сина Альфреда Великого Едуарда Старшого (899/901-924 роки правління), в якому перераховано 33 бурги.  Їхнє розташування було таким, що будь-який житель Вессекса жив на відстані не більше 20 миль від якогось бургу
.
Потім бурги стали адміністративними, релігійними та комерційними центрами.  Король Етельстан (924/925—939 роки правління) дав їм право карбування монет
.
Після Нормандського завоювання бурги втратили значення оборонних споруд, цю функцію взяли на себе замки.